# Maria Magdalena-kirken (Jerusalem)
Maria Magdalena-kirken (russisk: Храм Марии Магдалины, Khram Marii Magdaliny) er en russisk-ortodoks kirke, der ligger på Oliebjerget, nær Getsemane i Jerusalem.
Kirken er dedikeret til Maria Magdalene, en af Jesu følgere. Ifølge Markusevangeliets 16. kapitel var Maria Magdalene den første, som så Kristus efter hans opstandelse (Markusevangeliet kap. 16, vers 9). I Bibelen fremstår hun som Jesu forreste kvindelige discipel, sammen med Maria af Betania.
Kirken blev bygget i 1886 af tsar Aleksander III til minde om hans mor, kejserinde Maria Aleksandrovna af Rusland (1824–1880). Den blev bygget i den traditionelle neorussiske stil, der var populær i 1600- og 1700-tallets Rusland. Kirken har syv stilrene og forgyldte løgkupler.
Foran ikonostasen er de sidste hvilesteder til to hellige i den russisk-ortodokse kirke, den martyrdræbte Elisabeth af Hessen- Darmstadt og hendes niece Alice af Battenberg, der havde bedt om at blev bisat nær sin tante «Ella». Hun døde på Buckingham Palace i 1969 og hendes jordiske rester blev i 1988 bragt til Jerusalem.